# Chém ngang lưng

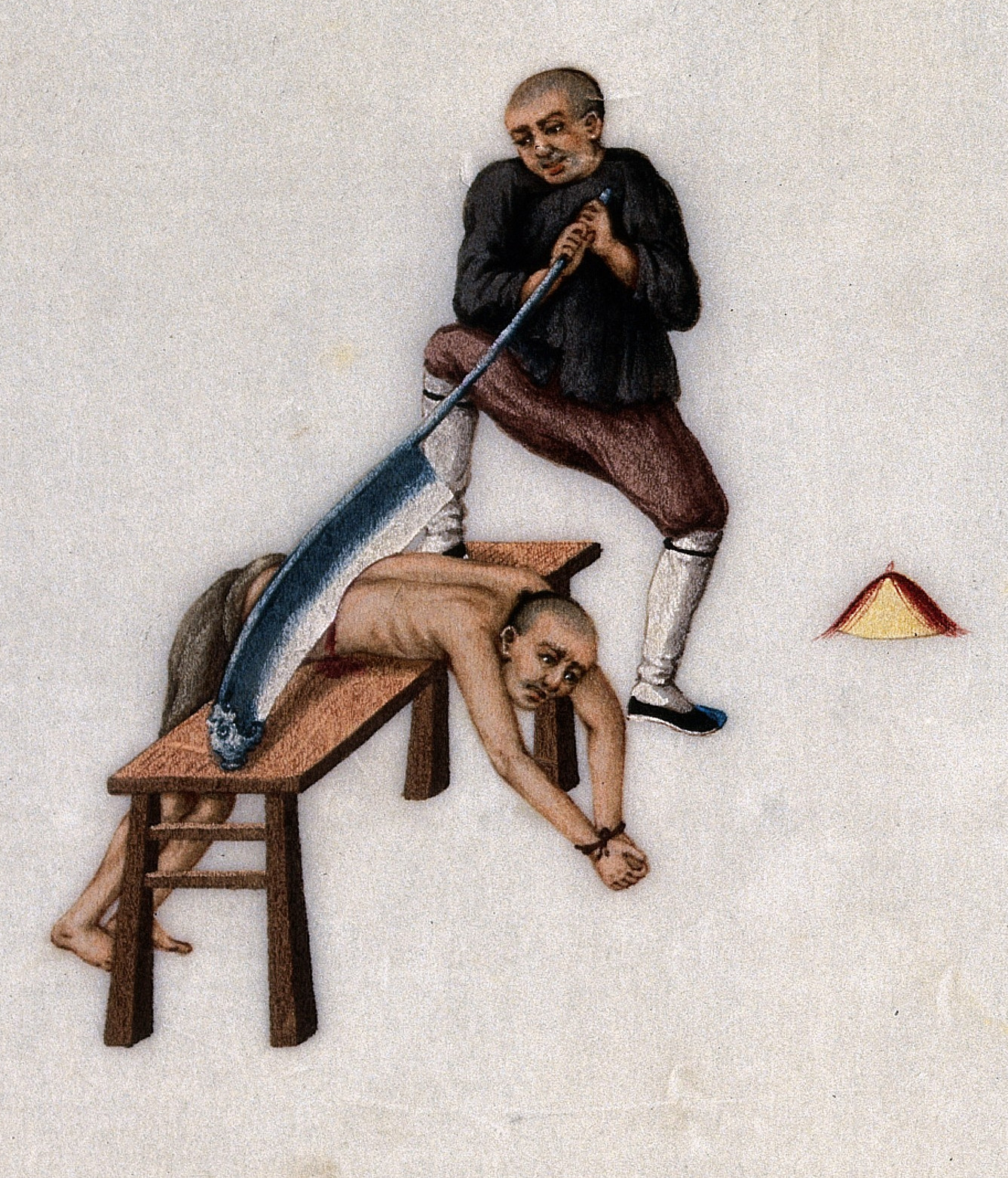
Một tù nhân bị xử tử trên băng ghế gỗ với một cái cưa lớn.

Chém ngang lưng (yêu trảm 腰斬, 腰斬) hoặc chém ngang eo là một hình thức xử tử được sử dụng ở Trung Quốc cổ đại. Như tên của nó, nó liên quan đến việc người bị kết án bị đao phủ chém làm hai ở thắt lưng.

## Lịch sử
Chặt eo xuất hiện lần đầu tiên vào thời nhà Chu (khoảng năm 1046 TCN - 256 TCN). Có ba hình thức xử tử được sử dụng trong triều đại Chu: chēliè (車裂; tứ mã phân thây), zhǎn (斬; chém ngang lưng) và shā (殺; chặt đầu). Đôi khi việc chém không bị giới hạn với một nhát dao. Một nhà thơ thời nhà Minh, đã bị Minh Thái Tổ kết án bị chém thành tám phần vì làm văn thơ châm biếm triều đình.
Một tình tiết không được chứng thực trong lịch sử chính thức kể lại rằng vào năm 1734, Dư Hoành Đồ, Quản trị viên Giáo dục của Hà Nam, đã bị kết án chém thắt lưng. Sau khi bị chém làm hai ở thắt lưng, anh ta vẫn sống đủ lâu để viết chữ Trung Quốc cǎn (慘; "khủng khiếp") bảy lần bằng máu của chính mình trước khi chết. Sau khi nghe kể, Hoàng đế Ung Chính đã bãi bỏ hình thức xử tử này. Trong ngôn ngữ Trung Quốc hiện đại, "腰斬" đã phát triển để trở thành một phép ẩn dụ cho việc hủy bỏ một dự án đang diễn ra, đặc biệt là việc hủy bỏ các chương trình truyền hình.